# فریدریش میت
فریدریش میت (به آلمانی: Friedrich Mieth) (۴ ژوئن ۱۸۸۸ – ۲ سپتامبر ۱۹۴۴) نظامی بلندپایه آلمانی در دوره رایش سوم بود که فرماندهی یگان‌های مختلفی را در طول جنگ جهانی دوم بر عهده داشت.

## سال‌های اولیه
فریدریش میت روز ۴ ژوئن سال ۱۸۸۸ در ابرس‌والده در براندنبورگ زاده شد. سال ۱۹۰۶ به عنوان افسر دانشجو در گردان ۲ یِیگر به نیروی زمینی امپراتوری آلمان پیوست و سال بعد در رسته پیاده‌نظام به سلک افسران درآمد. در جریان جنگ جهانی اول با عملکرد خوبی داشت و در جبهه غربی و رومانی و همراه ارتش عثمانی جنگید. فرمانده گروهان بود و دست کم یک باز زخمی شد.

## رایشسور
میت پس از جنگ در رایشسور باقی ماند، به ستاد کل پیوست و در وزارت دفاع کار کرد. سال ۱۹۲۸ به درجه سرگرد ترفیع گرفت.

## ورماخت
با تشکیل ورماخت و گسترش آن میت مدارج ترقی را طی کرد. بدین ترتیب سال ۱۹۳۳ به درجه سرهنگ دوم، سال ۱۹۳۵ به درجه سرهنگ و سال ۱۹۳۸ به درجه سرتیپ ترفیع گرفت. در این مدت هنگ ۲۷ پیاده‌نظام را در روستوک فرماندهی کرد (۱۹۳۸–۱۹۳۶) و رئیس ستاد منطقه نظامی شماره ۱۲ در ویزبادن (۱۹۳۹–۱۹۳۸) بود.

### جنگ جهانی دوم
میت هنگام آغاز جنگ جهانی دوم در جایگاه ریاست ستاد ارتش یکم در جبهه غربی قرار داشت. او به شدت معترض عملکرد و رفتار اس‌اس و اس‌دی بود و این اعتراض علناً بروز می‌داد. بدین ترتیب از مقام خود خلع و روز ۲۲ ژانویه سال ۱۹۴۰ وادار به بازنشستگی شد. با این حال تنها سه هفته بعد ارتشبد فرانتس هالدر، رئیس ستاد کل نیروی زمینی آلمان که با جنبش مخالفان حاکمیت رایش سوم همدلی داشت، در یک اقدام جسورانه میت را به خدمت بازگرداند و به عنوان رئیس بخش عملیات‌های فرماندهی عالی نیروی زمینی منصوب کرد. میت تنها دو هفته پس از آن در روز ۱ مارس به درجه سرلشکر ترفیع گرفت.
میت در سمت خود در فرماندهی عالی نیروی زمینی درگیر طرح‌ریزی برای کارزار غرب شد. در مراحل پایانی نبرد دانکرک افسر رابط فرماندهی عالی نیروی زمینی در ارتش هجدهم بود تا یگان‌های آن به سرعت به سمت نواحی جنوبی فرانسه گسیل شوند. بدین شکل تا حدود در تسخیر پاریس در روز ۱۴ ژوئن سال ۱۹۴۰ نقش داشت. در ادامه یاری‌گر هماهنگ‌سازی بین گروه ارتش آ و فرماندهی عالی نیروی زمینی در جهت تصرف مابقی فرانسه بود. میت به عنوان رئیس ستاد کمیسیون آتش‌بس در اواخر ماه ژوئن برگزیده شد.
پس لغو شدن عملیات زی‌لووه، میت درخواست یک فرماندهی میدانی کرد. بدین شکل هدایت لشکر صد و دوازدهم پیاده‌نظام در مانهایم روز ۱۰ دسامبر سال ۱۹۴۰، نخستین روز فعال شدن رسمی این لشکر، به او سپرده شد. با این لشکر در جریان عملیات بارباروسا، ماه ژوئیه سال ۱۹۴۱ به جبهه شرقی فرستاده شد و در نواحی بوبرویْسک، کی‌یف و بریانسک به نبرد پرداخت. لشکر میت در پی ضدحمله زمستانی ارتش سرخ و عقب‌نشینی از مسکو تلفات سنگینی برداشت.
این لشکر در جربان نبرد استالینگراد در اواخر سال ۱۹۴۲، در بخش نسبتاً ثابتی از خط مقدم گروه ارتش مرکز مستقر بود. در پی تشکیل گروه ارتش دن برای اجرای عملیات نجات محاصره‌شدگان آلمانی در استالینگراد، فیلدمارشال اریش فون مانشتاین میت را به عنوان فرمانده نیروهای امنیتی و پشت سر گروه ارتش خود منصوب کرد. با این حال با توجه به سرعت تهاجم دشمن کار میت در حقیقت به سازمان دادن به یگان‌هایی در اندازه هنگ و لشکر جهت متوقف کردن رخنه دشمن یا دست کم به تأخیر انداختن آن بدل شد. نیروهای تحت امر او که به صورت کلی سپاه میت نام گرفتند، بین ماه‌های ژانویه تا ژوئیه سال ۱۹۴۳ در نواحی رودهای دن و دونتس و عقب‌نشینی به سمت رود میوس رزم کردند. شرایط بحرانی نواحی جنوبی خط مقدم باعث می‌شد یگان‌های او به صورت مداوم تغییر کنند. به هر صورت میت به خوبی از عهده این مسئولیت برمی‌آمد. بدین شکل روز ۲۰ مارس سال ۱۹۴۳ به درجه سپهبد (ژنرال پیاده‌نظام) ترفیع گرفت.
آرایش تحت امر میت روز ۲۰ ژوئیه سال ۱۹۴۳ ثابت شد و به عنوان جایگزین سپاهی که در استالینگراد منهدم شده بود، به سطح سپاه ۴ ارتقا یافت. میت به عملکرد خوب خود در سال ۱۹۴۴ ادامه داد و نشان عالی صلیب شوالیه صلیب آهنین را همراه برگ‌های بلوط آن، از این بابت دریافت کرد. مسئله پیشرفت کردن و مزین شدن میت به چنین جوایزی با وجود انتقادات صریح او نسبت به حاکمان آلمان قابل توجه است.
سپاه ۴ در ادامه جنگ به مرور در طول اراضی اوکراین تا رود دنیستر و سپس درون مولداوی عقب رانده شد؛ جایی که تهاجم تابستانه سال ۱۹۴۴ شوروی در نهایت متوقف گردید. در این حین مذاکرات مخفی بین مخالفان حکومت ایون آنتونسکو در رومانی و شوروی در جریان بود. آنتونسکو روز ۲۳ اوت سال ۱۹۴۴ از مقام خود خلع و دستگیر شد. در پی این حوادث رومانی از نیروهای محور جدا شد و به صف متفقین درآمد. با دست کشیدن نیروهای رومانیایی از جنگ با شوروی، نیروهای موتوریزه ارتش سرخ بدون مواجهه با هیچ مقاومتی از جناح چپ به پشت سر نیروهای آلمانی در این کشور رخنه کردند. ستون‌های دشمن بیش از ۵۰ کیلومتر پشت خط سپاه ۴ بودند که میت متوجه این مسئله شد. گروه ارتش جنوب اوکراین، یگان مادر نیروهای آلمانی در رومانی، برای نجات مابقی نیروهای خود به سمت مجارستان عقب‌نشینی و یگان‌های در محاصره شامل سپاه ۴ به عنوان بخشی از ازتش هشتم، را رها کرد. این یگان‌ها می‌بایست خود برای نجات خود از مهلکه و خروج از محاصره می‌جنگیدند.

## سرنوشت
با توجه به مسدود بدون راه به سمت غرب، میت با سه لشکر پیاده‌نظام آلمانی تحت امر خود، با رها کردن برخی تجهیزات سنگین، در موازات رود پروت به سمت جنوب عقب‌نشینی کرد. او دیگر قادر به برقراری ارتباط با یگان‌های دیگر در جناحین خود نبود. میت با دشواری یکپارچگی سپاه خود را حفظ کرد و با وجود برتری هوایی مطلق شوروی، نیروهای پشتی آن حملات نیروهای مکانیزه دشمن را دفع نمودند. تا این که روز ۲۴ اوت با شنود رادیویی مشخص شد دشمن شهر هوش در جنوب را تصرف و یگان‌های تدارکاتی آلمانی را منهدم کرده و سپاه ۴ را کاملاً به محاصره انداخته‌است. در این حال نیروهای آشفته‌ای از دو لشکر دیگر آلمانی به او پیوستند. میت از سر ناچاری روزهای ۲۵ و ۲۶ اوت حملاتی به سمت هوش صورت داد تا راه گریز را به سمت جنوب بگشاید. به هر صورت شرایط دشوار مردابی ناحیه، فرسودگی نیروها و مقاومت شدید دشمن این اجازه را به او نداد. او در آخرین راهکار دستور داد تمامی گاری‌ها سوزانده و همه اسب‌های نالازم کشته شوند. میت در تلاش بود پس از از بین بردن ادوات خود، با تغییر جهت به سمت غرب، نیروهای خود را در قالب گروه‌های کوچک به مواضع نیروهای آلمانی در کوه‌های کارپات در فاصله ۱۲۰ کیلومتری برساند. در حقیقت با قطع شدن تمامی ارتباطات، او هیچ راهی نداشت که بداند نیروهای دیگر آلمانی و قوای دشمن در چه موقعیتی هستند.
نیروهای لشکر هفتاد و نهم پیاده‌نظام با جلوداری چهار توپ تهاجمی باقی مانده برای آن سرنیزه میت از شب ۲۷ اوت برای اجرای نقشه جهت گذر از رود برلاد بودند. این عمل برای سربازان از نفس افتاده‌ای که برای چندین روز هیچ غذایی نخورده بودند غیرممکن به نظر می‌رسد. با این وجود این یگان توانست تا صبح روز ۲۹ اوت زیر آتش شدید دشمن، از رود بگذرد. سپهبد فریدریش میت خود در این درگیری در خط مقدم بود که به طرز نامعمولی در این میانه جان باخت. پس از او تمامی ۲۰ هزار نفر نیروی سپاه ۴ در تلاش برای رسیدن به خط خودی به روش برنامه‌ریزی‌شده، کشته یا اسیر شدند. گفته می‌شود تنها یک سرباز لشکر هفتاد و نهم دوازده روز بعد در مجارستان به خط آلمانی‌ها رسید.